# Jacques Courtois

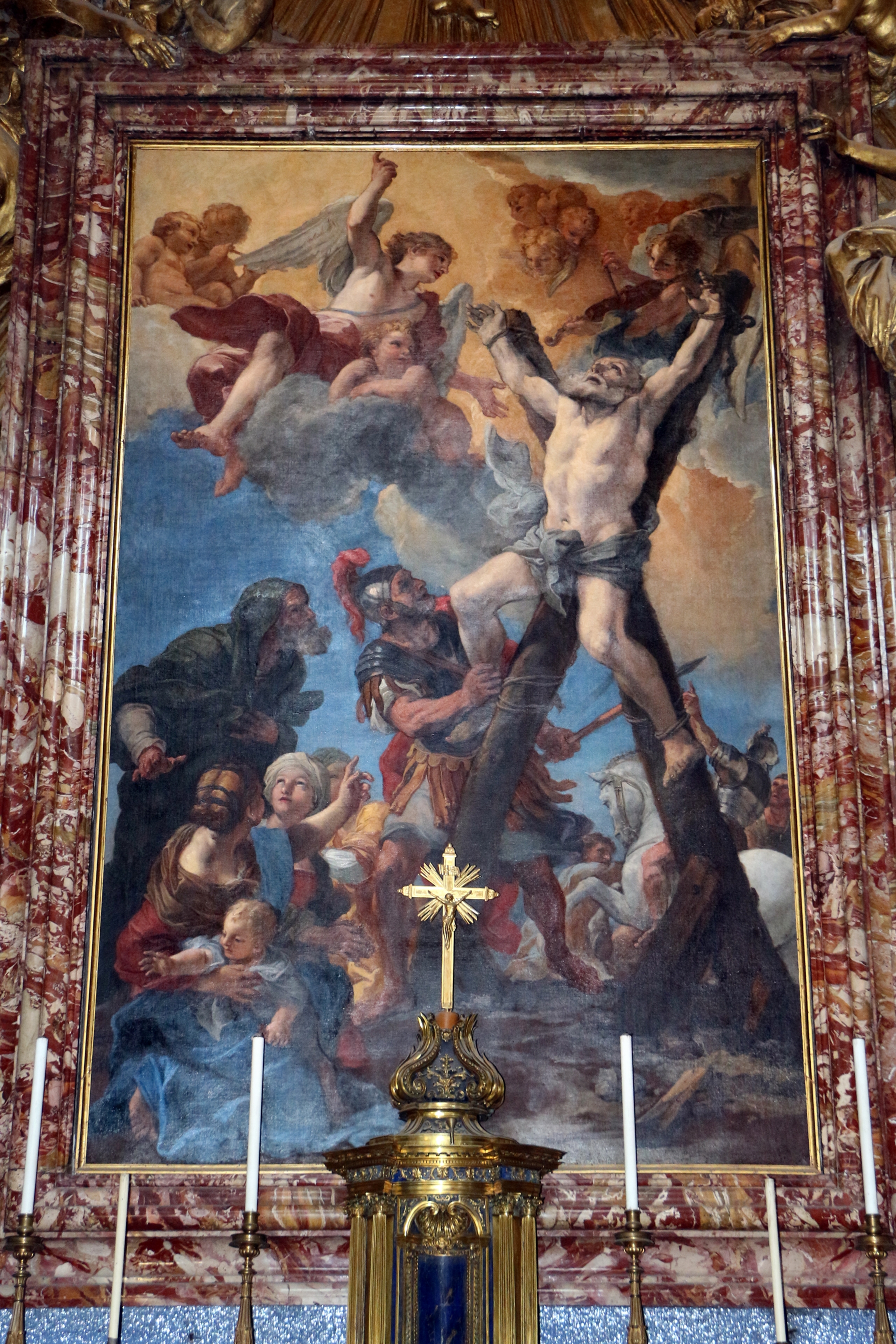
Den helige Andreas martyrium. Sant'Andrea al Quirinale, Rom.

Jacques Courtois, även kallad le Bourgignon, född 12 december 1621 i Saint-Hippolyte, död 14 november 1676 i Rom, var en fransk-italiensk konstnär, bror till Guillaume Courtois.
Courtois kom 1635 till Italien som soldat. Han tog intryck av Bolognaskolan och i Rom av Pieter van Laer. Efter inspiration av Michelangelo Cerquozzi blev han därefter bataljmålare. 
I en rad livfulla bilder framställde han ryttarstrider. Hans ingående studier av det omgivande landskapet har gett honom anseende av att vara en av de första friluftsmålarna. 
Under sitt rörliga liv reste Courtois mycket i Italien, och utförde målningar på beställning, även religiösa motiv. 1657 inträdde han i ett jesuitkloster i Rom. 
Tavlor av hans hand förekommer rikligt i europeiska museer. Courtois var även en skicklig tecknare, bland hans motiv märks främst fäktningsscener.

## Galleri

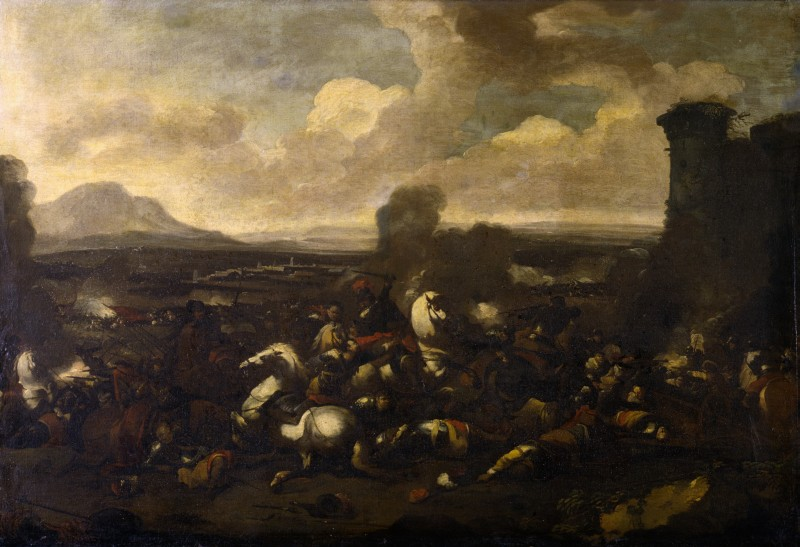
Battaglia -Slaget
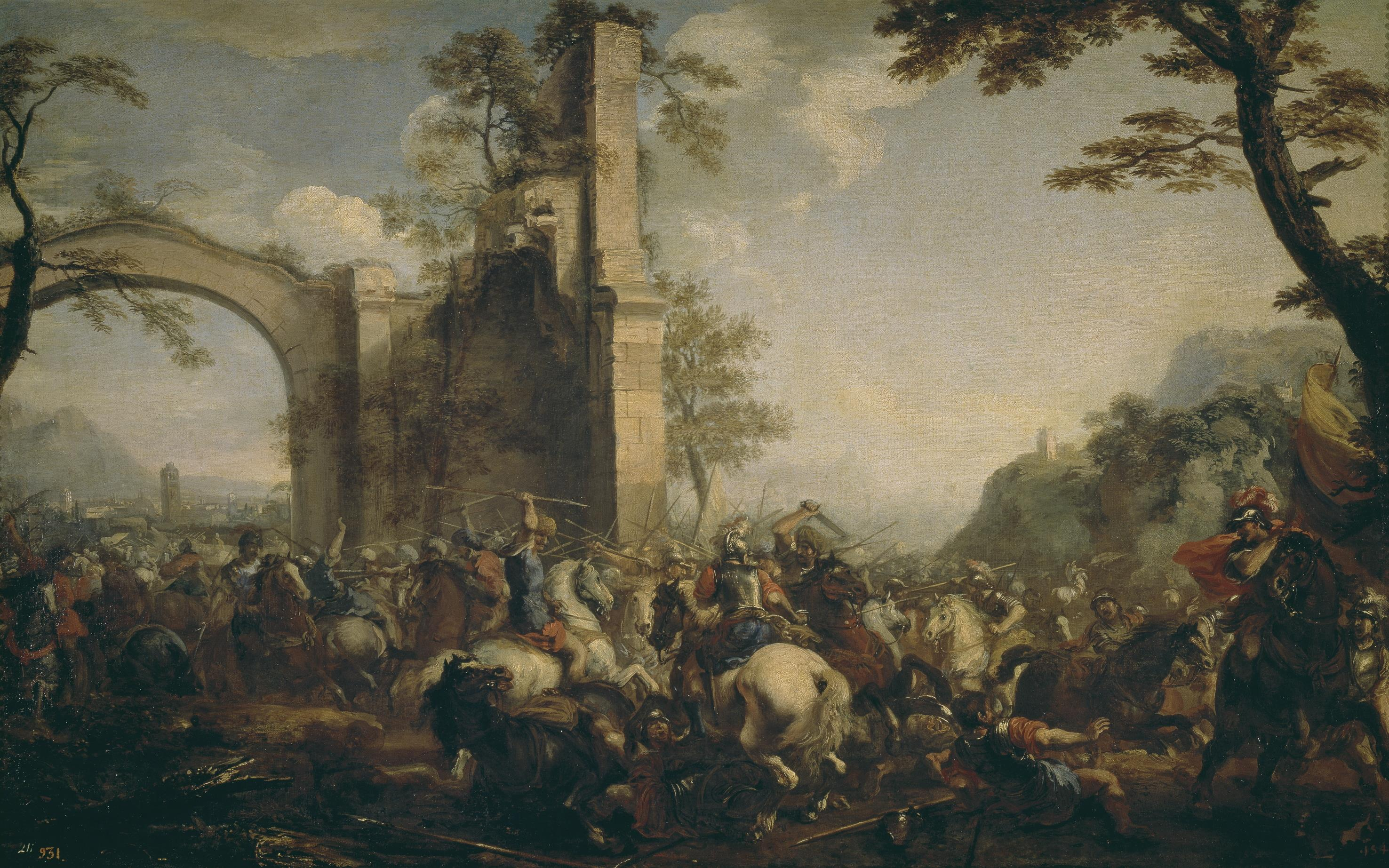
Slag mellan kristna och muslimer
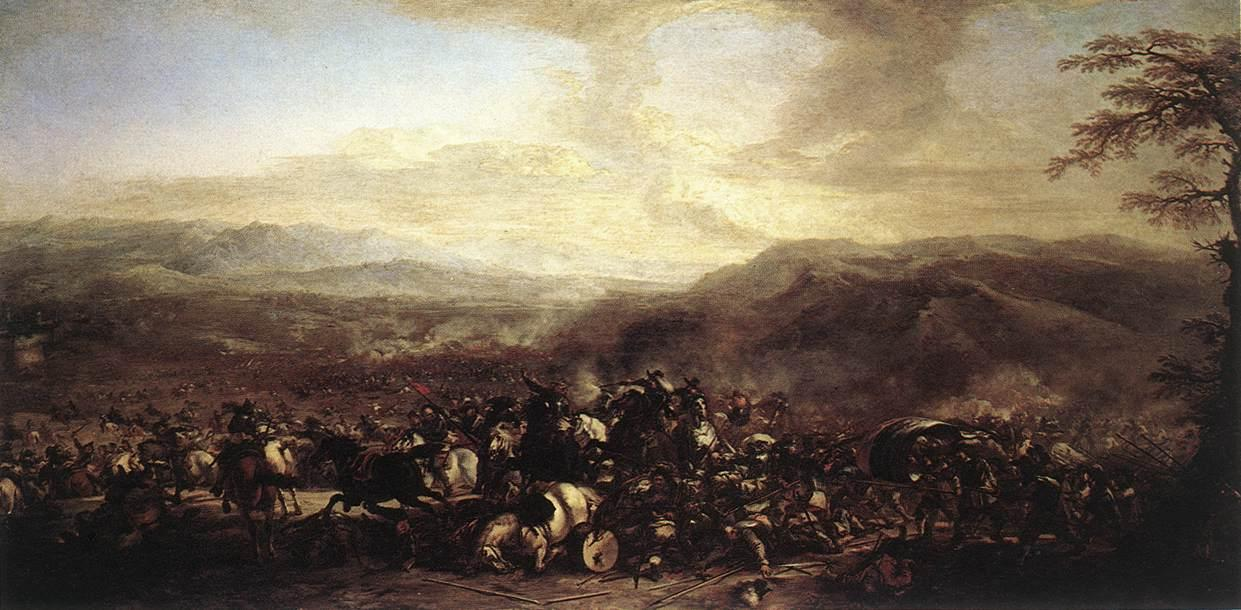
Slaget om Mongiovino